# Chilocarpus steenisianus
Chilocarpus steenisianus är en oleanderväxtart som beskrevs av Markgraf. Chilocarpus steenisianus ingår i släktet Chilocarpus och familjen oleanderväxter. Inga underarter finns listade i Catalogue of Life.